# Classe Tanikaze
La classe Kawakaze (江風型駆逐艦, Kawakazegata kuchikukan) est une classe de deux grands destroyers construits pour la Marine impériale japonaise à la fin de la Première Guerre mondiale.

Elle est aussi désignée comme classe Tanikaze car le Tanikaze a été mis sur cale avant le Kawakaze.

## Contexte
La construction des deux nouveaux destroyers de 1re classe Tanikaze a été autorisée dans le cadre du Programme Flotte huit-huit (八八艦隊, Hachihachi Kantai)) de la marine impériale japonaise dans l'exercice budgétaire de 1915. Deux grands destroyers à longue portée, capables de fournir une escorte au nouveau cuirassé Nagato et à deux croiseurs légers de Classe Tenryū ont été considérés comme primordiaux dans ce projet naval d'urgence.

## Conception
Initialement conçu comme une version de suivi des premiers destroyers de classe Isokaze, il a cependant été le premier à utiliser le nouveau canon naval de 120 mm (type 3 de calibre 45), qui sera utilisé pour les nombreuses classes suivantes de destroyers japonais. En outre, compte tenu de l'expérience du déploiement de destroyers japonais pendant de longues périodes à l'étranger durant la Première Guerre mondiale, la coque et l'arc ont dû être renforcées pour la navigation en mer forte.

## Service
Les destroyers de classe Kawakaze ont servi entre les deux guerres. Le Kawakaze a été retiré le 1er avril 1934 et le Tanikaze un an plus tard.

## Les unités
| Nom      | Chantier naval            | Quille            | Lancement       | Service          | Fin de carrière |
| -------- | ------------------------- | ----------------- | --------------- | ---------------- | --------------- |
| Tanikaze | Arsenal naval de Yokosuka | 20 septembre 1916 | 20 juillet 1917 | 30 janvier 1919  | retiré en 1935  |
| Kawakaze | Arsenal naval de Maizuru  | 15 février 1917   | 10 octobre 1917 | 11 novembre 1918 | retiré en 1934  |